# Malte Karbstein
Malte Karbstein (* 30. Januar 1998 in Neuruppin) ist ein deutscher Fußballspieler, der bevorzugt in der Innenverteidigung eingesetzt wird. Er steht beim SV Waldhof Mannheim unter Vertrag.

## Karriere
Karbstein spielte in seiner Jugend beim MSV Neuruppin. 2011 kam er zum FC Energie Cottbus, wo er zunächst für die U-17 auflief. Ab 2015 spielte Karbstein für die A-Junioren in der A-Junioren-Bundesliga. In der Saison 2015/16 der 3. Liga war er mehrere Male im Kader der Profimannschaft. Am 22. April 2016 kam Karbstein zu seinem ersten Drittliga-Einsatz in der ersten Mannschaft, als er am 35. Spieltag für Michael Czyborra eingewechselt wurde.
Am 29. August 2018 wechselte Karbstein zur Reserve des Bundesligisten Werder Bremen.
Zur Saison 2020/21 schloss sich Karbstein dem Südwest-Regionalligisten Kickers Offenbach an.
Im Sommer 2022 wechselte er zum Drittligisten SV Waldhof Mannheim.

## Erfolge
- Aufstieg in die 3. Liga 2018 mit Energie Cottbus